# Tassana Sanpattan
Tassana Sanpattan, Kampfname Petch Sor Chitpattana oder Petch CP Freshmart (* 20. November 1993 in Amphoe Phon Thong als Thasana Saraphath) ist ein thailändischer Profiboxer im Fliegen-, Superfliegen- und Bantamgewicht. Er ist Rechtsausleger und aktuell ungeschlagen.

## Profikarriere
Im Jahre 2011 begann Sanpattan erfolgreich seine Profikarriere mit insgesamt neun Kämpfen, von denen er acht vorzeitig für sich entscheiden konnte und einen nach Punkten gewann. Alle seine Boxkämpfe bestritt er bislang in seinem Heimatland. Ein für den 23. Juni 2018 in Paris angesetzter Kampf gegen den Franzosen Nordine Oubaali um die vakante Weltmeisterschaft des Verbandes World Boxing Council im Bantamgewicht wurde abgesagt.

## Titel
- 2011–2012 WBC Youth World Champion im Fliegengewicht
- 2012 WBC interim Youth Silver Champion im Superfliegengewicht
- 2013 WBC Youth World Champion im Superfliegengewicht
- 2013–2017 WBC Youth Silver Champion im Bantamgewicht